# Zakaria Draoui
Zakaria Draoui (sinh ngày 20 tháng 2 năm 1994 ở Hussein Dey) là một cầu thủ bóng đá người Algérie thi đấu cho câu lạc bộ tại Giải bóng đá hạng nhất quốc gia Algérie CR Belouizdad. Anh chủ yếu thi đấu ở vị trí tiền vệ trung tâm.  Anh vô địch Cúp bóng đá Algérie cùng với CR Belouizdad. Ngày 27 tháng 9 năm 2014, Draoui ra mắt cho CR Belouizdad khi đá chính trong trận đấu tại giải vô địch trước MC El Eulma.